# Metalectra piperata
Metalectra piperata là một loài bướm đêm trong họ Erebidae.